# KAJ-KWB Prijs 1960
De 11e editie van de Belgische wielerwedstrijd KAJ-KWB Prijs werd verreden op 5 oktober 1960. De start en finish vonden plaats in Zele. De winnaar was Kamiel Buysse, gevolgd door André Vlaeyen en Théo Perpet.

## Uitslag
| KAJ-KWB Prijs 1960 |                   |                          |        |
| Plaats             | Naam              | Ploeg                    | Tijd   |
| Winnaar            | Kamiel Buysse     | Flandria-Wiel's          | 3u 50' |
| 2                  | André Vlaeyen     | Molteni                  | z.t.   |
| 3                  | Théo Perpet       | Mercier-BP-Hutchinson    | z.t.   |
| 4                  | Robert Seneca     | geen                     | z.t.   |
| 5                  | Robert Duerinckx  | Flandria-Wiel's          | z.t.   |
| 6                  | Gustaaf Sonck     | Bertin-The Dura-Milremo  | z.t.   |
| 7                  | Joseph Lemmens    | geen                     | z.t.   |
| 8                  | Aimé Van Avermaet | Groene Leeuw-Sinalco-SAS | z.t.   |
| 9                  | Alfons Hermans    | Dr. Mann-Dossche Sport   | z.t.   |
| 10                 | Piet Damen        | Locomotief-Vredestein    | z.t.   |

1950 · 1951 · 1952 · 1953 · 1954 · 1955 · 1956 · 1957 · 1958 · 1959 · 1960 · 1961 · 1962 · 1963 · 1964 · 1965 · 1966 · 1967 · 1968 · 1969 · 1970 · 1971 · 1972 · 1973 · 1974 · 1975 · 1976 · 1977 · 1978 · 1979 · 1980 · 1981 · 1982 · 1983 · 1984 · 1985 · 1986 · 1987 · 1988 · 1989 · 1990 · 1991 · 1992 · 1993 · 1994 · 1995 · 1996 · 1997 · 1998 · 1999 · 2000 · 2001 · 2002 · 2003 · 2004 · 2005 · 2006 · 2007 · 2008 · 2009 · 2010 · 2011 · 2012 · 2013 · 2014 · 2015 · 2016 · 2017 · 2018 · 2019 · 2020 · 2021 · 2022